# Elisabetta Dami
Elisabetta Maria Dami (Milão, 1 de janeiro de 1958) é uma autora italiana de livros infantis famosa pela criação da personagem Geronimo Stilton.

## Biografia
Dami é filha do editor Piero Dami (que fundou a Dami Editore em 1972). Aos treze anos iniciou-se no mundo editorial como revisora para os negócios da família e aos dezenove escreveu seus primeiros contos. Amante da aventura, tirou as licenças de piloto de avião e paraquedista aos 20 anos e, aos 23, deu a volta ao mundo sozinha e fez um famoso curso de sobrevivência na Outward Bound School, no Maine, nos Estados Unidos. Algumas das outras aventuras de Dami incluem participar de um rali no deserto do Saara e cruzar a África de norte a sul em um veículo off-road; correu a ultra maratona do Saara de 100 km e correu três maratonas de Nova York (em 2002, 2003 e 2017).

### A criação de Geronimo Stilton
Em 1990, Dami descobriu que não podia ter filhos. Pouco depois, ela começou a trabalhar como voluntária num hospital infantil.

Enquanto cuidava das crianças doentes, Dami decidiu escrever histórias de aventuras que apresentavam um rato chamado Geronimo Stilton como protagonista. Essas histórias tornaram-se uma sensação editorial em Itália e internacionalmente.
Por um tempo trabalhei como voluntária num hospital, e foi lá, quase por acaso, que inventei o Geronimo Stilton… Foi na época em que Patch Adams ensinava ao mundo que as crianças precisam rir para melhorar. Então comecei a inventar histórias engraçadas em que o protagonista era um rato desajeitado chamado Geronimo Stilton. Ele envolvia-se em todo tipo de aventuras divertidas, cheias de acontecimentos engraçados e reviravoltas na trama, que as crianças achavam realmente atraentes.
Desde então, as histórias de Geronimo Stilton foram traduzidas para 49 idiomas e venderam mais de 180 milhões de cópias em todo o mundo.